# Le Bal des gens bien
Le Bal des gens bien est un album de duos de Salvatore Adamo sorti en 2008. Les chansons composant l'album sont une compilation des titres de Salvatore Adamo chantés avec des artistes actuels de musique francophones.
L'album se classe n° 10 du Top Albums France de Charts in France, pendant trois semaines, à sa sortie en 2008.

## Liste des titres
Source
| No  | Titre                                   | Duo avec        | Durée |
| --- | --------------------------------------- | --------------- | ----- |
| 1.  | Vous permettez monsieur                 | Bénabar         | 3:16  |
| 2.  | Tombe la neige                          | Laurent Voulzy  | 3:02  |
| 3.  | Mes mains sur tes hanches               | Julien Doré     | 2:56  |
| 4.  | La Nuit                                 | Jeanne Cherhal  | 3:14  |
| 5.  | Ma tête                                 | Yves Simon      | 2:52  |
| 6.  | Le ruisseau de mon enfance              | Raphael         | 3:12  |
| 7.  | C'est ma vie                            | Isabelle Boulay | 4:38  |
| 8.  | Pauvre Verlaine                         | Stanislas       | 4:19  |
| 9.  | Les filles du bord de mer               | Alain Souchon   | 3:06  |
| 10. | Amour perdu                             | Loane           | 3:22  |
| 11. | J’avais oublié que les roses sont roses | Renan Luce      | 3:52  |
| 12. | En blue jeans et blouson d'cuir         | Adrienne Pauly  | 2:37  |
| 13. | Le néon                                 | Cali            | 2:53  |
| 14. | Au café du temps perdu                  | Thomas Dutronc  | 4:03  |
| 15. | Inch'Allah                              | Calogero        | 4:45  |
| 16. | Un air en fa mineur                     | Juliette        | 4:36  |
| 17. | Ce George(s)                            | Olivia Ruiz     | 3:36  |
| 18. | Tant d'amour qui se perd                | Maurane         | 4:01  |